# Sprachkultur
Albrecht Greule und Franz Lebsanft (1998: 9) definieren Sprachkultur als eine Form der Sprachlenkung, die sich „auf Sprachen mit einer längeren Schrifttradition und einer zumeist bereits in der frühen Neuzeit ausgearbeiteten, seitdem immer wieder modernisierten Sprachnorm“ bezieht. Dabei geht es um das Bemühen, Sprachnormen durch die Auswahl exemplarischer Sprachmittel zu erweitern und zu präzisieren, um auf diese Weise die funktional bestimmte Kommunikationsfähigkeit von Sprechern zu verbessern. Insofern leistet Sprachkultur einen Beitrag zur Kommunikationskultur. Leitend ist also die normative Frage, welche Sprachmittel der Sprecher einsetzen sollte, um in der sprachlichen Interaktion seinen Beitrag möglichst gut – das heißt sprachlich richtig und dem Kommunikationszweck angemessen – zu gestalten. Janich/Greule (2002: VII) führen weitere sinnvolle Differenzierungen an. Demnach kann man unterscheiden zwischen „Sprachkultivierung“ als Tätigkeit und „Sprachkultur“ als Ergebnis dieser Tätigkeit, wobei sich Tätigkeit und deren Resultat im Sinne Ferdinand de Saussures auf die „Rede“ (parole) beziehungsweise „Sprache“ (langue) beziehen können, also auf Sprachgebrauch und Sprachsystem.

## Sprachrichtigkeit und Sprachangemessenheit
Darüber, was richtig und angemessen ist, gehen die Meinungen auseinander. Ausgangspunkt der Sprachkultur ist daher in der Regel Sprachkritik, d. h. die Bewertung der geäußerten Sprache. Dabei geht es um Fragen der Orthographie und der Aussprache, der Grammatik, der Syntax und des Wortschatzes. Wesentlicher Gesichtspunkt der Sprachkritik ist die Differenziertheit und Genauigkeit des sprachlichen Ausdrucks im Hinblick auf die Verständlichkeit. Aus diesem Grund ist Sprachkultur auf Öffentlichkeit angewiesen, denn die Diskussion, Entwicklung und erfolgreiche Durchsetzung von Sprachnormen ist auf den demokratischen Diskurs angewiesen, in dem die Auswahl und Bewertung von Sprachmitteln argumentativ ausgehandelt wird. Die Regelung dieser Diskurse stellt sich jedoch je nach Gesellschafts- und Sprachtradition unterschiedlich dar. Während etwa in zahlreichen romanischen Ländern Sprachakademien eine maßgebliche Rolle spielen – in Italien die Accademia della Crusca (Florenz), in Frankreich die Académie française (Paris), in Spanien die Real Academia Española (Madrid) –, gibt es z. B. weder in Großbritannien noch in den USA vergleichbare Institutionen.
Die Autorität und das Prestige von Sprachinstitutionen beruht auf dem Ansehen ihrer Mitglieder und der von diesen Institutionen geleisteten Kodifikationsarbeit. So hat z. B. die Real Academia Española seit ihrer Gründung 1713 eine Orthographie, eine Grammatik und ein Wörterbuch vorgelegt: diese sind durch kontinuierliche Neubearbeitungen bis in die Gegenwart zum Maßstab des guten Sprachgebrauchs geworden (Fries 1984). Gleichwohl werden in den Massenmedien diese Werke ergänzt durch Sprachregelungen von Zeitungen und Nachrichtenagenturen, die sogenannten „Stilbücher“ (libros de estilo, engl. style books), mit denen die Lücke zwischen erstarrender Kodifikation und lebendigem Sprachgebrauch geschlossen wird (Lebsanft 1997). Ein inzwischen weit über Spanien hinaus berühmtes Beispiel ist das Libro de Estilo der Tageszeitung El País.

## Sprachkultur und Sprachpflege
Sprachkultur und Sprachpflege haben einen gemeinsamen Gegenstandsbereich, signalisieren jedoch einen unterschiedlichen wissenschaftlichen Zugang und besitzen verschiedene wissenschaftliche Traditionen. Die Bezeichnung „Sprachpflege“ wurde im deutschen Sprachraum geprägt. Während Sprachpflege ihre Wurzeln in der deutschen „Spracharbeit“ des 17. Jahrhunderts hat, entstammt die Bezeichnung Sprachkultur der russischen und tschechischen Sprachwissenschaft des frühen 20. Jahrhunderts. Es handelt sich um ein Konzept, das die Bemühungen um die Verbesserung des Sprachgebrauchs linguistisch begründen möchte. Zugrunde liegen Überlegungen des Prager Linguistenkreises, dem tschechische und russische Wissenschaftler angehörten (Havránek/Weingart 1932). Vermutlich ist Sprachkultur nichts anderes als eine in der DDR-Linguistik der 1970er Jahre geprägte Lehnübersetzung von russisch kul’tura reči (культура речи) und tschechisch jazyková kultura, die seit den 1980er Jahren auch Verbreitung in der Bundesrepublik fand (Wimmer 1985). Die lateinische Abstammung des Wortes Kultur hat vermutlich die Prägung des Begriffs Pflege beeinflusst.
Im Rahmen der Sprachplanungstheorie des US-Linguisten Einar Haugen erscheint Sprachkultur (engl. language elaboration) als vierte und letzte Phase eines Prozesses der noch Auswahl, Kodifizierung und Implementierung einer Sprache als Kommunikationsinstrument einer Gesellschaft umfasst. Zugrunde liegt die Idee, dass eine Gesellschaft oder ein Staat die Norm einer Sprache planerisch gestalten kann. Angesichts der Tatsache, dass in vielen Staaten mehrere Sprachen gesprochen werden, würden zunächst eine oder mehrere Sprachen als National- bzw. Amtssprachen festgelegt. Danach würden diese Sprachen verbindlich kodifiziert, wobei die Fixierung einer staatlich sanktionierten Orthographie eine besondere Rolle spielt. Durch schulische und nachschulische Aus- und Fortbildung würden die kodifizierten Sprachen in ihrer privilegierten Rolle durchgesetzt. Die Anpassung einer bestehenden Kodifikation an die fortschreitende Sprachentwicklung – z. B. durch Modernisierung der Orthographie oder durch Ausbau des Wortschatzes – bildet den Gegenstand der Sprachkultur.
In demokratischen Gesellschaften gibt es häufig heftige Auseinandersetzungen um die Modernisierung von Sprachnormen, wobei Sprachexperten (Linguisten) und Sprachlaien (sog. „Sprachliebhaber“) oft konträre Positionen einnehmen. Typisches Beispiel sind die in zahlreichen Ländern äußerst verbissen geführten Diskussionen um Rechtschreibreformen. Während Linguisten häufig offen dafür sind, wollen Sprachlaien meist bestehende Regelungen bewahren. Auch beim Ausbau des Wortschatzes zeigen sich diese Gegensätze: Während für Linguisten die Bereicherung des Wortschatzes durch Entlehnung aus anderen Sprachen ein normales Phänomen ist, wollen Sprachlaien die Verwendung von Fremdwörtern oft verhindern. Viele Linguisten neigen dazu, den Einfluss der Sprachlaien auf die Sprachkultur zu unterschätzen. Erst neuere Untersuchungen zur „Laienlinguistik“ (engl. folk linguistics, span. lingüística popular, lingüística de los legos) in verschiedenen Ländern (Antos 1996, Lebsanft 1997) führen bei Linguisten zu einem Bewusstseinswandel: Experten mögen über die Unwissenschaftlichkeit der Laien die Nase rümpfen; sie haben jedoch keine großen Chancen, Sprachnormen zu reformieren, wenn sie die Sprachlaien von der Rationalität ihrer Bemühungen nicht überzeugen können.
Einen aktuellen Überblick über die sprachkulturelle Situation zahlreicher Sprachgemeinschaften liefert das Handbuch von Albrecht Greule und Nina Janich (2002).
Die Grundlagentexte des Prager Linguistenkreises bieten in deutscher Übersetzung Scharnhorst/Ising (1976). Einen guten Einblick in die Diskussionen um die Etablierung des aus der DDR übernommenen Konzepts Sprachkultur in Westdeutschland gibt Wimmer (1985).

## Nachweise
1. ↑  Nina Janich (2002): Werbeslogans und Schlagzeilen als Beitrag zur Sprachkultivierung (Memento des Originals vom 5. März 2016 im Internet Archive)  Info: Der Archivlink wurde automatisch eingesetzt und noch nicht geprüft. Bitte prüfe Original- und Archivlink gemäß Anleitung und entferne dann diesen Hinweis. (PDF-Datei; 220 kB).
2. ↑  Libro de Estilos: El Pais (Memento vom 7. März 2008 im Internet Archive)